# Светлов, Павел Яковлевич
Павел Яковлевич Светлов (1861—1941) — русский богослов и духовный писатель, протоиерей, профессор богословия Киевского университета (1897), доктор богословия (1902).

## Биография
Родился 10 (22) декабря 1861 года в семье священника погоста Преображенский в Рязанской губернии (ныне дер. Андреевские Выселки Шатурский район Московская область) . Окончил Рязанскую духовную семинарию (1882) и Московскую духовную академию (1886, 2-й магистрант XLI курса); был оставлен профессорским стипендиатом.
С марта 1887 года преподавал богословские науки в Тифлисской духовной семинарии. С 16 марта 1889 года — законоучитель в Нежинском историко-филологическом институте князя Безбородко и гимназии при нём. В сан священника при церкви Нежинского института был рукоположен 23 апреля 1889 года.
В 1896 году он был удостоен звания магистра богословия за работу «Значение Креста в деле Христовом» (Киев, 1893), в которой дал опыт библейско-этического пояснения догмата об искуплении.
С 1897 года — профессор богословия Императорского университета Святого Владимира в Киеве. С 1902 года — доктор богословия. Сторонник учреждения богословских факультетов при русских университетах.
Руководил религиозно-философским кружком в Киеве.
После Октябрьской революции лишился кафедры, проживал в Киеве. При гетмане Скоропадском был членом Учёного комитета при министерстве исповеданий.
После закрытия Киевской духовной академии до конца 1920-х гг. продолжал занятия со студентами на частных квартирах. Умер 26 ноября 1941 года в посёлке Ирпень Киевской области; похоронен в Покровском монастыре в Киеве.

## Творчество
Духовный писатель. Автор модернистского направления, проповедник общечеловеческого прогресса, как движения к Царству Божию, один из предшественников «мирологии» второй половины XX века.
Напечатал в разных духовных журналах ряд статей по богословию (догматическому, нравственному, апологетике и библейской истории); некоторые из них изданы отдельно, например «Человек и животное в психическом отношении» (Харьков, 1892), «Мистицизм конца XIX в. в его отношении к христианской религии и философии» (2 изд., СПб., 1897), «Источники ходячего мнения о вере, как противоположности разума» (СПб., 1896), «О месте богословия в семье университетских наук» (Киев, 1897), «Учение церкви и богословствующий разум в религиозно-христианском знании» (Христианское Чтение, 1896 и отд.), «Мысли Гладстона об искуплении» (Казань, 1896), «О выработке миросозерцания в учащейся молодежи по руководству проф. И. И. Кареева» (Казань, 1896).

## Избранные труды
- «Пророческие или вещие сны» (Киев, 1892)
- «Опыт апологетического изложения православно-христианского вероучения» (Киев, 1896 и 1898)
- «L’Eglise orthodoxe orientale et l’Eglise ancienne catholique» («Revue Internationale de Théologie». — 1899. — № 27);
- «Курс апологетического богословия» (Киев, 1900 и 1905);
- «Что читать по богословию»? (Киев, 1907);
- «Еще образчик ложной ревности о вере» (Киев, 1902);
- Un prétendu obstacle à l’union des églises ancienne catholique et orientale" («Revue internationale de Théologie», 1903, № 43);
- «Где вселенская церковь?» (Сергиев Посад, 1905);
- «Как же быть без духовной цензуры?» (СПб., 1905);
- «Идея царства Божия в ее значении для христианского миросозерцания» (Сергиев Посад, 1905);
- «О необходимости богословских факультетов в университетах» (Киев, 1906);
- «О реформе духовного образования в России» (СПб., 1906).

статьи
- Афоризмы и мысли верующего // Журнал Московской Патриархии. — 1992. — № 10. — С. 61—64.
- Афоризмы // Журнал Московской Патриархии. — 1993. — № 7. — С. 113—118.
- Афоризмы и мысли верующего // Журнал Московской Патриархии. — 1994.—№ 9-10. — С. 133—141.